# Lucas Hedges
Lucas Hedges (New York, 12 dicembre 1996) è un attore statunitense.

## Biografia
Nato nel borough di Brooklyn nel 1996, secondo figlio dello sceneggiatore e regista Peter Hedges e della poetessa Susan Bruce Titman, ha un fratello maggiore di nome Simon. Ha iniziato a recitare all'età di dieci anni, comparendo nel film L'amore secondo Dan (2007), scritto e diretto dal padre. In seguito ha recitato nel film Moonrise Kingdom - Una fuga d'amore di Wes Anderson (2012), che lo ha scelto nuovamente per comparire nel suo successivo film, Grand Budapest Hotel (2014). Tra gli altri film in cui ha recitato vi sono Il mondo di Arthur Newman (2012), Un giorno come tanti (2013), The Zero Theorem - Tutto è vanità (2013), La regola del gioco (2014) e Manchester by the Sea (2016).
Nel 2015 ha fatto parte del cast principale della miniserie televisiva statunitense The Slap, remake dell'omonima miniserie australiana. Per la sua interpretazione in Manchester by the Sea di Kenneth Lonergan, ottiene numerosi riconoscimenti, tra cui la sua prima candidatura al premio Oscar come miglior attore non protagonista. Nel 2017 recita nella commedia di Greta Gerwig, Lady Bird, a fianco di Saoirse Ronan e Laurie Metcalf, e nella commedia nera di Martin McDonagh, Tre manifesti a Ebbing, Missouri, dove recita accanto a Frances McDormand, Woody Harrelson, Sam Rockwell e Peter Dinklage. Nel 2018 debutta a Broadway con The Waverly Gallery, un dramma di Kenneth Lonergan. Nel 2020 prende parte ai film Lasciali parlare e Fuga a Parigi.

## Filmografia

### Cinema
- L'amore secondo Dan (Dan in Real Life), regia di Peter Hedges (2007)
- Moonrise Kingdom - Una fuga d'amore (Moonrise Kingdom), regia di Wes Anderson (2012)
- Il mondo di Arthur Newman (Arthur Newman), regia di Dante Ariola (2012)
- Un giorno come tanti (Labor Day), regia di Jason Reitman (2013)
- The Zero Theorem - Tutto è vanità (The Zero Theorem), regia di Terry Gilliam (2013)
- Grand Budapest Hotel (The Grand Budapest Hotel), regia di Wes Anderson (2014)
- La regola del gioco (Kill the Messenger), regia di Michael Cuesta (2014)
- Anesthesia, regia di Tim Blake Nelson (2015)
- Manchester by the Sea, regia di Kenneth Lonergan (2016)
- Lady Bird, regia di Greta Gerwig (2017)
- Tre manifesti a Ebbing, Missouri (Three Billboards Outside Ebbing, Missouri), regia di Martin McDonagh (2017)
- Boy Erased - Vite cancellate (Boy Erased), regia di Joel Edgerton (2018)
- Mid90s, regia di Jonah Hill (2018)
- Ben is Back, regia di Peter Hedges (2018)
- Honey Boy, regia di Alma Har'el (2019)
- Waves - Le onde della vita (Waves), regia di Trey Edward Shults (2019)
- Lasciali parlare (Let Them All Talk), regia di Steven Soderbergh (2020)
- Fuga a Parigi (French Exit), regia di Azazel Jacobs (2020)
- Shirley, regia di John Ridley (2024)

### Televisione
- The Slap - miniserie TV, 8 puntate (2015)

## Teatro
- Yen di Anna Jordan, regia di Trip Cullman. Lucille Lortel Theatre dell'Off-Broadway (2017)
- The Waverly Gallery di Kenneth Lonergan, regia di Lila Neugebauer. John Golden Theatre di Broadway (2018)
- Brokeback Mountain di Ashley Robinson, regia di Jonathan Butterell. @sohoplace di Londra (2023)

## Riconoscimenti
- Premio Oscar
  - 2017 – Candidatura al Miglior attore non protagonista per Manchester by the Sea
- Premio BAFTA
  - 2017 – Candidatura per la Miglior stella emergente
- Screen Actors Guild Award
  - 2017 – Candidatura al Miglior attore non protagonista per Manchester by the Sea
  - 2017 – Candidatura al Miglior cast cinematografico per Manchester by the Sea
  - 2018 – Candidatura al Miglior cast cinematografico per Lady Bird
  - 2018 – Miglior cast cinematografico per Tre manifesti a Ebbing, Missouri

## Doppiatori italiani
Nelle versioni in italiano dei suoi film, Lucas Hedges è stato doppiato da:
- Federico Campaiola in Manchester by the Sea, Lady Bird, Boy Erased - Vite cancellate, Waves - Le onde della vita
- Manuel Meli in Tre manifesti a Ebbing, Missouri, Ben is Back, Honey Boy
- Andrea Di Maggio in Il mondo di Arthur Newman, La regola del gioco
- Andrea Oldani in Fuga a Parigi, Shirley
- Ruggero Valli in Moonrise Kingdom - Una fuga d'amore
- Mirko Cannella in Un giorno come tanti
- Luca Baldini in The Zero Theorem - Tutto è vanità
- Alessandro Campaiola in Lasciali parlare